# 6266 Letzel
6266 Letzel (1986 TB3) là một tiểu hành tinh vành đai chính được phát hiện ngày 4 tháng 10 năm 1986 bởi A. Mrkos ở Klet.